# Ernst Barnstein
Ernst Barnstein (* 3. Mai 1891 in Krefeld; † 5. Januar 1975 in Mülheim an der Ruhr) war ein evangelischer Pfarrer und Gegner des NS-Regimes.

## Leben
Ernst Barnstein wurde als drittes Kind eines Kaufmanns in Krefeld geboren, wuchs in Düsseldorf auf und studierte nach dem Abitur evangelische Theologie an den Universitäten Tübingen, Halle und Göttingen – in Halle und Göttingen wurde er Mitglied der Studentenverbindung Wingolf. Nach dem Vikariat und Tätigkeiten als Hilfsprediger in Sankt Goar, Wickrathberg, Xanten und Essen-Borbeck erhielt er 1918 seine Ordination und ein Jahr später – im August 1919 – seine erste Pfarrstelle in Homberg (Duisburg). 1922 wechselte er nach Mülheim an der Ruhr, wo er den Pfarrbezirk Stadtmitte der Evangelischen Altstadtgemeinde übernahm.
Fast vierzig Jahre lang betreute er die Mülheimer Gemeinde und setzte sich in der Zeit des Nationalsozialismus sowohl für seine Gemeindemitglieder mit jüdischen Wurzeln als auch für die Mitglieder der jüdischen Gemeinde ein. Ernst Barnstein war Mitglied und Leitfigur der Bekennenden Kirche in Mülheim an der Ruhr. In seinen Predigten prangerte er das NS-Regime und dessen Politik der Judenverfolgung immer wieder an. Als er das amtliche Verbot der Ausbildung von Vikaren missachtete, verhaftete ihn die Gestapo. Nach zehn Tagen Haft im Oberhausener Polizeigefängnis kam er wieder frei.
Nach dem Zweiten Weltkrieg wurde Ernst Barnstein von der Mülheimer Kreissynode zum Superintendenten gewählt. Dieses Amt übte er von 1946 bis zu seinem Eintritt in den Ruhestand 1961 aus.

## Ehrungen
Im Jahre 1961 erhielt Barnstein von der Mülheimer Bürgergesellschaft „Mausefalle“ die Ehrengabe „Jobs, der Kandidat“; am 29. Oktober 1961 erfolgte die Eintragung im Goldenen Buch der Stadt. 1989 wurde der Pastor-Barnstein-Platz neben der Mülheimer Petrikirche nach ihm benannt.

## Weitere Quellen
- Stadtarchiv Mülheim an der Ruhr, Bestand 1550 Nr. 138 (Mülheimer Persönlichkeiten)